# Onderscheidingen in Hongkong
Nadat de Kroonkolonie Hongkong door het Verenigd Koninkrijk aan de Volksrepubliek China was overgedragen werd het Britse decoratiestelsel, waarin vooral de Orde van het Britse Rijk en de Orde van Sint-Michaël en Sint-George een rol speelden al in 1997 vervangen door nieuwe, speciaal voor de "special administrative region Hong Kong" of "HKSAR" gecreëerde onderscheidingen. De Volksrepubliek kent geen, of vrijwel geen, onderscheidingen.
Men verleent de onderscheidingen meestal op de eerste juli van ieder jaar
Decoraties van de S.A.R. Hong Kong 
- De Grote Medaille van de Bauhinia, (Engels:"Grand Bauhinia Medal). De dragers plaatsen de letters G.B.M. achter hun naam
- De Orde van de Bauhinia, (Engels:"Order of the Bauhinia) in drie graden. De dragers van deze drie sterren plaatsen de letters G.B.S, S.B.S. of B.B.S. achter hun naam
- De Gouden medaille voor Dapperheid (Engels: "Medal for Bravery in Gold") De dragers plaatsen de letters G.B.M. achter hun naam.

De Medailles voor Belangrijke Diensten (Engels: "Distinguished Service Medals")
- De Hongkong Medaille voor Belangrijke Diensten aan de Politie. Hong Kong Police Medal for Distinguished Service (PDSM)
- De Hongkong Medaille voor Belangrijke Diensten aan de Brandweer. Hong Kong Fire Services Medal for Distinguished Service (FSDSM)
- De Hongkong Medaille voor Belangrijke Diensten aan de Immigratiedienst. Hong Kong Immigration Service Medal for Distinguished Service (IDSM)
- De Hongkong Medaille voor Belangrijke Diensten aan de Douane. Hong Kong Customs and Excise Medal for Distinguished Service (CDSM)
- De Hongkong Medaille voor Belangrijke Diensten aan het Gevangeniswezen. Hong Kong Correctional Services Medal for Distinguished Service (CSDSM)
- De Regeringsmedaille voor Belangrijke Diensten aan de Rijksluchtvaartdienst. Government Flying Service Medal for Distinguished Service (GDSM)
- De Hongkong Medaille voor Belangrijke Diensten aan de ICAC Hong Kong ICAC Medal for Distinguished Service (IDS)

De Medailles voor Verdienste (Engels: "Meritorious Service Medals")
- De Hongkong Medaille voor Verdienste. Hong Kong Police Medal for Meritorious Service (PMSM)
- De Hongkong Medaille voor Verdienste voor de Brandweer.  Hong Kong Fire Services Medal for Meritorious Service (FSMSM)
- De Hongkong Medaille voor Verdienste voor de Immigratiedienst. Hong Kong Immigration Service Medal for Meritorious Service (IMSM)
- De Hongkong Medaille voor Verdienste voor de Douane. Hong Kong Customs and Excise Medal for Meritorious Service (CMSM)
- De Hongkong Medaille voor Verdienste voor het Gevangeniswezen. Hong Kong Correctional Services Medal for Meritorious Service (CSMSM)
- De Hongkong Medaille voor Verdienste voor de Rijksluchtvaartdienst. Government Flying Service Medal for Meritorious Service (GMSM)
- De Hongkong Medaille voor Verdienste voor de ICAC.  Hong Kong ICAC Medal for Meritorious Service (IMS)

De Medailles en gespen voor Trouwe Dienst  (Engels: "Long Service Medals and Clasps")
- De Hongkong Medaille voor Langdurige Dienst in de Politie Hong Kong Police Long Service Medal and Clasps
- De Hongkong Medaille voor Langdurige Dienst in de Vrijwillige Politie. Hong Kong Auxiliary Police Long Service Medal and Clasps
- De Hongkong Medaille voor Langdurige Dienst in de Brandweer. Hong Kong Fire Services Long Service Medal and Clasps
- De Hongkong Medaille voor Langdurige Dienst in het Gevangeniswezen. Hong Kong Correctional Services Long Service Medal and Clasps
- De Hongkong Medaille voor Langdurige Dienst in de Rijksluchtvaartdienst. Hong Kong Immigration Service Long Service Medal and Clasps
- De Hongkong Medaille voor Langdurige Dienst in de ICAC. Hong Kong Customs and Excise Long Service Medal and Clasps

De volgorde waarin de onderscheidingen worden gedragen
De juiste volgorde om decoraties te dragen en letters achter de naam te plaatsen is GBM, GBS, MBG, SBS, MBS, BBS, MBB, MH (Medal of Honour) en JP. De protocollaire volgorde werd door de Chinese autoriteiten vastgelegd.
De afkorting "JP" betekent "Justice of the Peace" of "Vrederechter". Deze magistraatsfunctie is meestal honorair. Men draagt de titel zolang men ambtenaar is, anderen dragen haar voor het leven.
Deze vrederechters spreken geen recht, zij adviseren de regering en inspecteren gevangenissen.